# Epilobium wilsonii
Epilobium wilsonii är en dunörtsväxtart som beskrevs av Donald Petrie. Epilobium wilsonii ingår i släktet dunörter, och familjen dunörtsväxter. Inga underarter finns listade i Catalogue of Life.